# 埃伊翁
埃伊翁（1910年—2013年），柬埔寨政治家。他于1958年短暂担任过柬埔寨首相。1970年短暂担任过高棉共和国国民议会议长。